# Al Shorta
Al Shorta är en sportklubb i Damaskus, Syrien. Klubben är kopplad till den syriska polisen. Herrlaget i fotboll har blivit syriska mästare två gånger (1979/1980 och 2011/2012) och syriska cupen fyra gånger (1966/67, 1967/68, 1979/80 och 1980-81). Damlaget i volleyboll tillhör de bättre i landet.